# Down to You
Down to You is een Amerikaanse film uit 2000 onder regie van Kris Isacsson.

## Verhaal
Al Connelly is een jongeman die vol optimisme begint aan zijn eerste jaar aan de hogeschool. Hij hoopt om ooit, net zoals zijn vader, een succesvolle chef te worden. Op de universiteit ontmoet hij Imogen, een artistieke jongedame die hoopt om ooit boekomslagen en albums te ontwerpen. Ze voelen zich tot elkaar aangetrokken en beginnen al snel met elkaar uit te gaan. In loop der tijd krijgen ze echter twijfels over hun relatie. Imogen vindt dat ze zich in een periode bevindt waar ze moet genieten van haar leven en wil zich daarom niet aan een man binden. Ook Al weet niet of hij in haar de ware ziet.
Op een gegeven moment beginnen ze allebei met een ander aan te pappen. Ze groeien uit elkaar en tot Als verbazing heeft dit veel invloed op hem. Hij had niet verwacht liefdesverdriet te hebben, maar hij kan Imogen moeilijk vergeten. Als zij dan ook nog eens voor een baan verhuist naar San Francisco, stort hij zich op de alcohol.

## Rolbezetting
| Acteur             | Personage       |
| ------------------ | --------------- |
| Freddie Prinze jr. | Al Connelly     |
| Julia Stiles       | Imogen          |
| Selma Blair        | Cyrus           |
| Shawn Hatosy       | Eddie Hicks     |
| Zak Orth           | Monk Jablonski  |
| Ashton Kutcher     | Jim Morrison    |
| Rosario Dawson     | Lana            |
| Henry Winkler      | Chef Ray        |
| Lucie Arnaz        | Judy Connelly   |
| Lauren German      | Verliefde vrouw |

## Achtergrond
Toen de film werd uitgebracht, was Freddie Prinze jr. een bekende ster in tienerfilms, waaronder I Know What You Did Last Summer (1997) en She's All That (1999). Down to You betekende zijn afsluiter van deze periode. De film werd een groot succes bij het publiek, maar werd door critici minder positief ontvangen.